# Tabarre
Tabarre (en criollo haitiano Taba) es una comuna de Haití que está situada en el distrito de Puerto Príncipe, del departamento de Oeste.

## Historia
Pasó a ser comuna el 26 de marzo de 2002 a partir de una escisión de la comuna de Delmas.

## Secciones
Está formado por las secciones de:
- Bellevue (que abarca el barrio de La Croix-des-Missions)
- Bellevue

## Demografía
| Gráfica de evolución demográfica de Tabarre entre 2009 y 2015 |
|                                                               |

Los datos demográficos contemplados en este gráfico de la comuna de Tabarre son estimaciones que se han cogido de 2009 a 2015 de la página del Instituto Haitiano de Estadística e Informática (IHSI). 